# Слава Господня
Сла́ва Госпо́дня, Сла́ва Бо́жия — христианский термин библейского происхождения, восходящий к иудейскому понятию Шхина и в большинстве случаев означающий форму полного присутствия Божества. Именно в этом значении использует это слово апостол Иоанн Богослов, когда говорит:
И мы ви́дели сла́ву (δόξαν) Его́, сла́ву, как Единоро́дного от Отца́.(Ин. 1:14)
Для Иоанна Богослова важно то, что слава видима и сравнима с излучением солнца и луны, но превосходит их:
И город не имеет нужды ни в солнце, ни в луне для освещения своего, ибо слава Божия осветила его, и светильник его — Агнец.(Отк. 21:23)
Также и апостол Павел пишет:
Иная слава солнца, иная слава луны, иная звезд; и звезда от звезды разнится в славе. Так и при воскресении мертвых: сеется в тлении, восстает в нетлении; сеется в уничижении, восстает в славе; сеется в немощи, восстает в силе.(1Кор. 15:41—43)
Однако не каждое присутствие Божества является славой Господней, хотя иногда два эти термина отождествляются. В христианской традиции существует отдельный термин для обозначения божественного присутствия — парусия или адвент.
Иисус Христос использует понятие славы в молитве «Отче наш…», где упоминает его вместе с силой и царством в числе свойств Бога:
Ибо Твое есть Царство и сила (δύναμις) и слава (δόξα) во веки.(Мф. 6:13)
Употребление славы совместно с силой (Мк. 13:26; Лк. 21:27), напоминает аристотелевскую парную категорию потенциальное/актуальное. Второе значение слова сила (δύναμις) — возможность, тогда как его противоположностью будет являться действительность или «реальность Божественного присутствия». Таким образом, слава оказывается полнотой присутствия или энтелехией Божества. В этом смысле Иисус Христос заявляет, что ему ещё только предстоит воссесть на «престоле славы Своей» (Мф. 19:28).
В немалой степени прояснить понятие славы Господней позволяет евангельский фрагмент об искушении Иисуса Христа, где дьявол в обмен на поклонение себе предлагает власть и славу, то есть соответствующие почести, привилегии, а также статус и положение:
Тебе дам власть над всеми сими царствами и славу их, ибо она предана мне, и я, кому хочу, даю ее.(Лк. 4:6)
Отсюда проясняется различие между простым присутствием Бога и присутствием Его во славе. В первом случае может идти речь об умалении и сокрытии, тогда как во втором случае явление Бога уже будет не символическим, но совершенным и адекватным его божественному статусу. Если присутствие Бога относится к священной истории, то его слава к эсхатологии.
В православном христианстве есть ряд слов, имеющих основу слава — тщеславие и православие. Тщеславие означает стремление мирскому, кажущемуся совершенству, а православие — верный образ действий в составе общения с Церковью Христа.
В лютеранской теологии слава Господня означает состояние блаженства, в которое будут введены праведники после Второго Пришествия и воскресения мертвых:
Когда земную жизнь окончу я, 
Когда во славу Ты введешь меня.Ближе, Господь, к Тебе (гимн)
В видениях Иезекииля слава Господня предстает как Меркава — транспортное средство, небесная колесница Бога (Иез. 2:1).